# Fortum

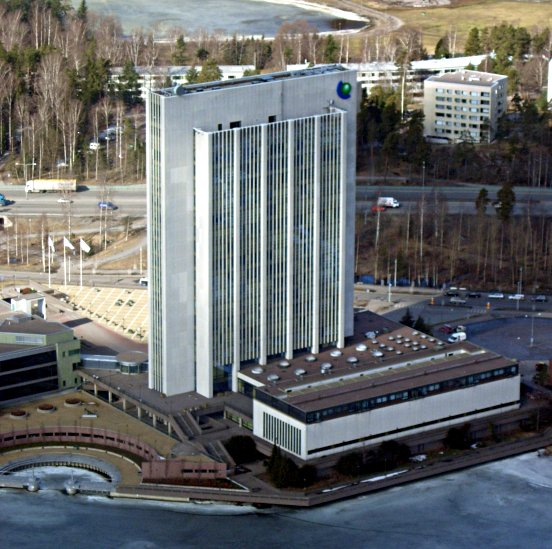
Le siège de l'entreprise à Espoo

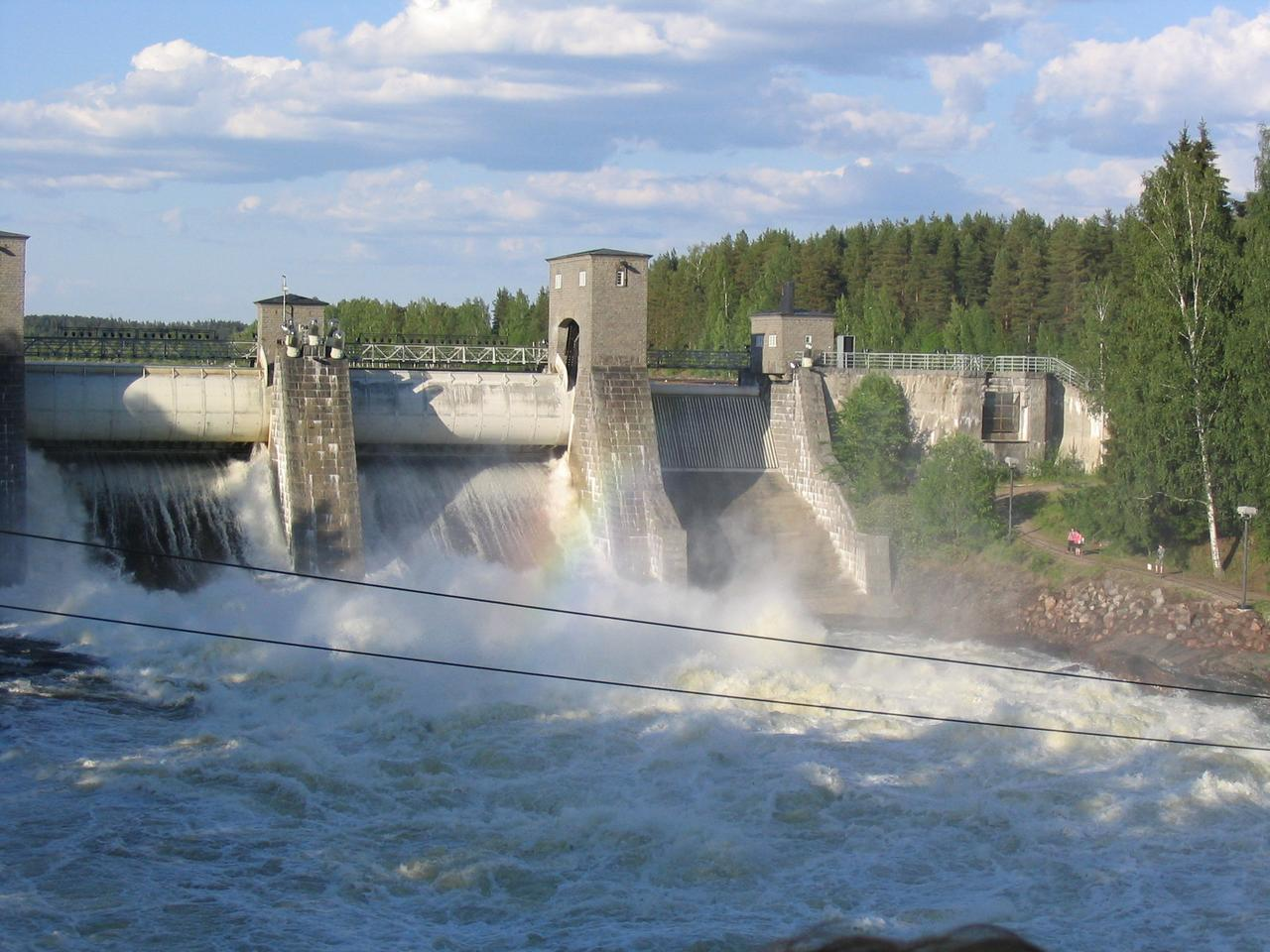
La centrale électrique de Imatrankoski

Fortum est l’un des principaux producteurs nordiques d’énergie. L’entreprise basée à Espoo, en Finlande, produit, distribue et vend de l’électricité dans 14 pays d’Europe du Nord, le pourtour de la Baltique et la Russie Occidentale. L’énergie hydraulique (41 %) et nucléaire (31,5 % pour l'Europe et la Russie) sont les deux principaux types d’énergie produits et gérés par Fortum.
Fortum est cotée sur à la bourse NASDAQ OMX Helsinki, et est actuellement le seul énergéticien nordique enregistré au Dow Jones Sustainability Index (DJSI).

## Histoire
Les origines du groupe Fortum remontent à plus de 100 ans. Dans sa structure actuelle, le Groupe Fortum a été créé en 1998. Il est issu de la fusion de IVO (Imatran Voima Oy), entreprise publique de l’État finlandais créée en 1921, productrice d’énergie et de chaleur, avec Neste Oy, la compagnie pétrolière nationale finlandaise. En 2005, Fortum a cédé les actifs de Neste Oy, cotée séparément. 
En décembre 2013, Fortum vend son réseau de distribution local électrique, ce qui correspond à environ 20 % du réseau national, à un groupe d'investisseur pour 2,52 milliards d'euros.
En mars 2015, Fortum vend son réseau de distribution d'électricité en Suède pour 6,6 milliards d'euros à un consortium.
En septembre 2017, Fortum annonce le lancement d'une offre d'acquisition sur Uniper pour 8,05 milliards d'euros. En janvier 2018, E.ON accepte de vendre sa participation de 46,6 % dans Uniper à Fortum.
En octobre 2019, Fortum annonce l'acquisition d'une participation de 20,5% dans Uniper, montant sa participation à 70,5 %. 
En décembre 2019, Fortum annonce la vente d'un réseau de chaleur, à Joensuu dans l'est de la Finlande, à la société Savon Voima pour 530 millions d'euros.
En juillet 2021, Fortum annonce la vente d'une participation de 50 % dans Exergi, entreprise gérant les réseaux froids et chaud de Stockholm à un fonds d'investissement de pour 2,9 milliards de dollars.

## Production d’électricité

### Hydroélectricité
L’énergie hydraulique a toujours été le cœur de métier de Fortum (IVO débuta l’exploitation d’énergie hydraulique en Finlande en 1923). La société détient et exploite actuellement près de 260 centrales hydrauliques, principalement en Norvège et en Finlande, pour une capacité de production de 4 683 MW. L’énergie hydraulique représente 48 % de l’énergie produite par Fortum dans les pays nordiques et un tiers du total de l’énergie produite par Fortum chaque année. 
Les activités de Fortum sont certifiées conformes aux normes ISO 14001 en matière de protection de l’environnement, et OHSAS 18001 en matière de santé et de sécurité. Le parc hydraulique bénéficie d’une politique d’investissement continue : depuis le début des années 1990, Fortum a investi environ 270 millions d’euros pour la modernisation de près de 50 sites de production hydraulique.

### Énergie Nucléaire
Fortum produit de l’énergie nucléaire depuis plus de 30 ans (depuis 1977). Le groupe possède la centrale nucléaire de Loviisa en Finlande, laquelle couvre environ 10 % de la production énergétique finlandaise. Son parc nucléaire s’étend en Suède avec la détention de parts dans les centrales de Forsmark et d’Oskarshamn. Fortum est également actionnaire de l’entreprise Teollisuuden Voima Oyj, qui exploite trois tranches nucléaires à Olkiluoto en Finlande.

### Production combinée de chaleur et d'électricité (cogénération)
Fortum produit et vend de la chaleur dans les pays nordiques et baltes, la Russie et la Pologne, avec 31 centrales de production combinée de chaleur et d’électricité. Fortum est le 4e plus important producteur de chaleur dans le monde.

## Recherche et développement
Les activités de Recherche et Développement de Fortum sont réparties en différentes catégories, dont :
- la maintenance et la gestion à long terme de centrales énergétiques ;
- les techniques de combustion ;
- la sécurité et l’efficacité nucléaire ;
- les bioénergies et la captation et le stockage du CO2 ;
- les véhicules électriques ;
- les techniques de captage de l’énergie générée par les vagues ;
- les réseaux intelligents et les systèmes énergétiques décentralisés ;
- l’énergie solaire.

## Organisation

### Actionnaires
Fortum est cotée sur les OMX Helsinki et comptait environ 180 000 actionnaires à la fin de 2013. Fortum est une entreprise publique, avec l' État finlandais détenant environ 50,8% des parts (30 novembre 2017).
En avril 2019, les dix plus grands actionnaires de Fortum sont: 
| Nom                     | %     |
| ----------------------- | ----- |
| État finlandais         | 50.76 |
| Ilmarinen oy            | 1.52  |
| Varma                   | 1.47  |
| Kela                    | 0.79  |
| ville de Kurikka        | 0.7   |
| Elo                     | 0.50  |
| Valtion Eläkerahasto    | 0.52  |
| OP-Suomi                | 0.24  |
| KEVA                    | 0.29  |
| Banque nationale suisse | 0.24  |

### Filiales
Les filiales de Fortum sont:
- Fortum Power and Heat
- Fortum Waste Solutions
- OAO Fortum
- Uniper
- Fortum Markets AB,
- Fortum Service AB,
- Fortum Service Öst AB,
- Fortum Värme,
- Fortum Distribution,
- Fortum Generation,
- Barry Energy[13].

### Coentreprises
Turun Seudun Energiantuotanto Oy ou TSE est un producteur d'énergie opérant dans la région Turku.
Fortum en détient 49,5%, Turku Energia Oy qui appartient à la ville de Turku 39,5%, Raisio 5%, Kaarina 3% et Naantali 3%.
TSE dirige entre-autres la centrale électrique de Naantali de Fortum, la centrale de bio-chauffage d'Orikedo de Turku Energia et la centrale d'incinération des déchets de Turku, ainsi que la station d'épuration des eaux de Kakola (fi). 
TSE vend de l'électricité à ses actionnaires, du chauffage urbain à Turku Energia et de la vapeur à Fortum.